# Coupe d'Afrique des nations de football 2008
Navigation
Égypte 2006 Angola 2010
Il s'agit de la 26e édition de la Coupe d'Afrique des nations de football qui se tient généralement tous les deux ans en début d'année, organisée par la Confédération africaine de football (CAF).
La phase finale, organisée au Ghana entre le 20 janvier et le 10 février 2008, réunit seize nations. L'Égypte conserve son titre (le sixième de son histoire) en battant le Cameroun en finale (1-0).

## Organisation

### Désignation du pays hôte
L'organisation de la CAN 2008 a été accordée au Ghana le 8 juillet 2004 par le comité exécutif de la CAF en réunion au Caire. Les votants avaient le choix entre le Ghana et la Libye. Cette dernière désavantagée par le fait que deux pays de la région Afrique du Nord avaient déjà accueilli les deux dernières CAN (Tunisie en 2004, et Égypte en 2006), n'a pas fait le poids face aux Ghanéens qui ont été désignés par 9 votes contre 3.
L'Afrique du Sud également candidate au départ, a fini par retirer sa candidature en mai après avoir été désignée pour l'organisation de la Coupe du monde de football 2010.
C'est la quatrième fois que le Ghana accueille la CAN après 1963, 1978 et 2000 (conjointement avec le Nigeria).

### Stades
Les quatre stades retenus pour la phase finale sont les suivants :
| Accra              | [[Fichier:Ghana adm location map.svg\|250px\|{{#if:\|{{{alt}}}\|Coupe d'Afrique des nations de football 2008 est dans la page Ghana.]]Accra Kumasi Tamale Sekondi-Takoradi | Kumasi                  |
| ------------------ | --- | ----------------------- |
| Ohene Djan Stadium | [[Fichier:Ghana adm location map.svg\|250px\|{{#if:\|{{{alt}}}\|Coupe d'Afrique des nations de football 2008 est dans la page Ghana.]]Accra Kumasi Tamale Sekondi-Takoradi | Baba Yara Stadium       |
|                    | [[Fichier:Ghana adm location map.svg\|250px\|{{#if:\|{{{alt}}}\|Coupe d'Afrique des nations de football 2008 est dans la page Ghana.]]Accra Kumasi Tamale Sekondi-Takoradi |                         |
| Capacité: 40,000   | [[Fichier:Ghana adm location map.svg\|250px\|{{#if:\|{{{alt}}}\|Coupe d'Afrique des nations de football 2008 est dans la page Ghana.]]Accra Kumasi Tamale Sekondi-Takoradi | Capacité: 40,528        |
| Tamale             | [[Fichier:Ghana adm location map.svg\|250px\|{{#if:\|{{{alt}}}\|Coupe d'Afrique des nations de football 2008 est dans la page Ghana.]]Accra Kumasi Tamale Sekondi-Takoradi | Sekondi-Takoradi        |
| Tamale Stadium     | [[Fichier:Ghana adm location map.svg\|250px\|{{#if:\|{{{alt}}}\|Coupe d'Afrique des nations de football 2008 est dans la page Ghana.]]Accra Kumasi Tamale Sekondi-Takoradi | Essipong Sports Stadium |
|                    | [[Fichier:Ghana adm location map.svg\|250px\|{{#if:\|{{{alt}}}\|Coupe d'Afrique des nations de football 2008 est dans la page Ghana.]]Accra Kumasi Tamale Sekondi-Takoradi |                         |
| Capacité: 21,017   | [[Fichier:Ghana adm location map.svg\|250px\|{{#if:\|{{{alt}}}\|Coupe d'Afrique des nations de football 2008 est dans la page Ghana.]]Accra Kumasi Tamale Sekondi-Takoradi | Capacité: 20,088        |

## Qualifications
Le tirage au sort des qualifications pour la CAN 2008 a été effectué le 23 février 2006. 12 groupes ont été tirés au sort, 11 de 4 équipes et 1 de 3 équipes. Les premiers de chaque groupe ainsi que les 3 meilleurs deuxièmes sont qualifiés pour la phase finale et rejoindront le Ghana qualifié d'office en tant que pays organisateur.
Elles ont débuté en septembre 2006.
La Tunisie, le Ghana, l'Égypte et le Nigeria seront les têtes de séries pour la phase finale.

### Les 16 qualifiés
- Égypte (21e participation à la CAN)
- Côte d'Ivoire (17)
- Ghana (16) (qualifié d'office, organisateur)
- Cameroun (15)
- Nigeria (15)
- Maroc (13)
- Tunisie (13)
- Zambie (13)
- Sénégal (11)
- Guinée (9)
- Afrique du Sud (7)
- Soudan (7)
- Mali (5)
- Angola (4)
- Bénin (2)
- Namibie (2)

## Tournoi final
Le tirage au sort s'est effectué le 19 octobre 2007 à Accra.
La répartition des équipes qualifiées s’effectue en fonction des résultats obtenus lors des dernières éditions. Ainsi, le vainqueur de la précédente édition bénéficie de 7 points, et le finaliste en a 5. Les demi-finalistes se contentent de 3 points chacun, alors que les quart-de-finalistes ont chacun 2 points et les éliminés au premier tour rentrent avec un seul point. Un coefficient de 3 est accordé à la dernière édition disputée en Égypte. En clair, les points de chaque pays participant à cette édition sont multipliés par 3. Par exemple, avec un total de 18 points, le Sénégal partage la 3e place avec le Nigeria.
Pour rappel, la Côte d’Ivoire, le Nigeria, l’Égypte, le Soudan, le Sénégal, l’Angola, la Guinée, le Mali, la Namibie, la Zambie et le Maroc ont dominé leur groupe respectif pour se qualifier. La Tunisie, le Bénin et l’Afrique du Sud ont bénéficié des trois places de meilleurs deuxièmes. Le Ghana, pays hôte est qualifié d’office au nom du règlement.
Les quatre groupes à la suite du tirage au sort :

| Groupe A Ghana Guinée Namibie Maroc | Groupe B Nigeria Mali Côte d'Ivoire Bénin | Groupe C : Égypte Cameroun Zambie Soudan | Groupe D : Tunisie Angola Afrique du Sud Sénégal |

### 1ertour

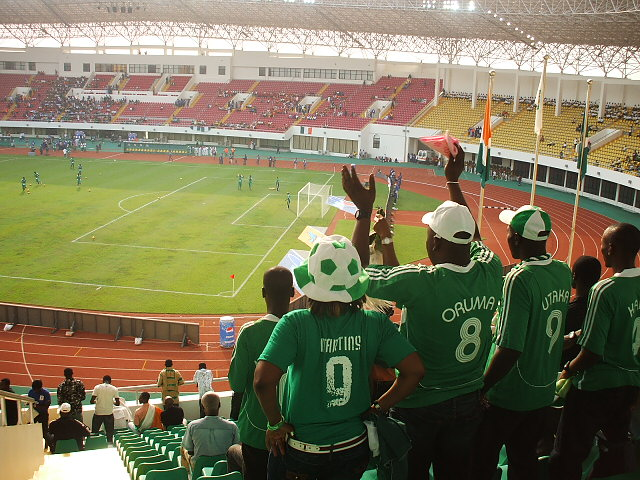
Supporters du Nigeria lors du match contre le Ghana

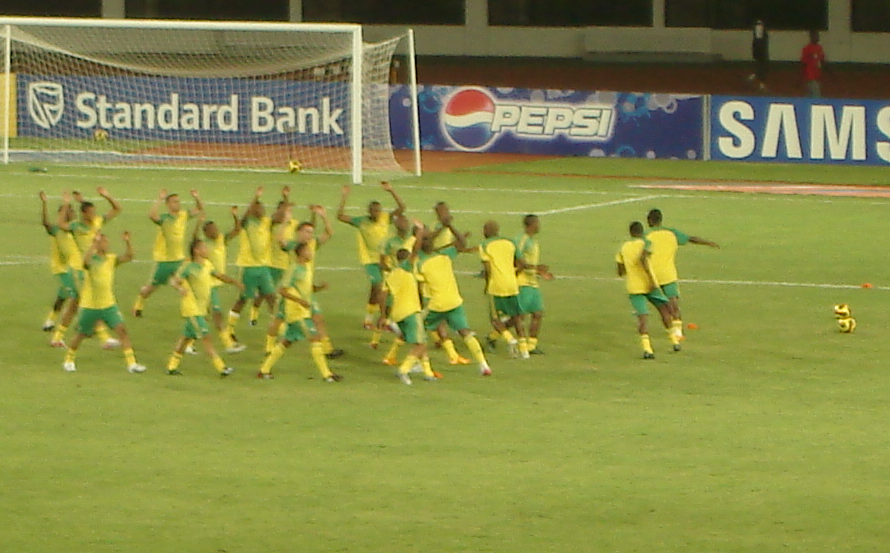
Échauffement de l'équipe sud-africaine

| Groupe A |         |     |   |   |   |   |    |    |      |
|          | Équipe  | Pts | J | G | N | P | BP | BC | Diff |
| 1        | Ghana   | 9   | 3 | 3 | 0 | 0 | 5  | 1  | +4   |
| 2        | Guinée  | 4   | 3 | 1 | 1 | 1 | 5  | 5  | 0    |
| 3        | Maroc   | 3   | 3 | 1 | 0 | 2 | 7  | 6  | +1   |
| 4        | Namibie | 1   | 3 | 0 | 1 | 2 | 2  | 7  | -5   |

| 20 janvier | Ghana   | 2 | 1 | Guinée  |
| 21 janvier | Namibie | 1 | 5 | Maroc   |
| 24 janvier | Guinée  | 3 | 2 | Maroc   |
| 24 janvier | Ghana   | 1 | 0 | Namibie |
| 28 janvier | Guinée  | 1 | 1 | Namibie |
| 28 janvier | Ghana   | 2 | 0 | Maroc   |

| Groupe B |               |     |   |   |   |   |    |    |      |
|          | Équipe        | Pts | J | G | N | P | BP | BC | Diff |
| 1        | Côte d'Ivoire | 9   | 3 | 3 | 0 | 0 | 8  | 1  | +7   |
| 2        | Nigeria       | 4   | 3 | 1 | 1 | 1 | 2  | 1  | +1   |
| 3        | Mali          | 4   | 3 | 1 | 1 | 1 | 1  | 3  | -2   |
| 4        | Bénin         | 0   | 3 | 0 | 0 | 3 | 1  | 7  | -6   |

| 21 janvier | Nigeria       | 0 | 1 | Côte d'Ivoire |
| 21 janvier | Mali          | 1 | 0 | Bénin         |
| 25 janvier | Côte d'Ivoire | 4 | 1 | Bénin         |
| 25 janvier | Nigeria       | 0 | 0 | Mali          |
| 29 janvier | Côte d'Ivoire | 3 | 0 | Mali          |
| 29 janvier | Nigeria       | 2 | 0 | Bénin         |

| Groupe C |          |     |   |   |   |   |    |    |      |
|          | Équipe   | Pts | J | G | N | P | BP | BC | Diff |
| 1        | Égypte   | 7   | 3 | 2 | 1 | 0 | 8  | 3  | +5   |
| 2        | Cameroun | 6   | 3 | 2 | 0 | 1 | 10 | 5  | +5   |
| 3        | Zambie   | 4   | 3 | 1 | 1 | 1 | 5  | 6  | -1   |
| 4        | Soudan   | 0   | 3 | 0 | 0 | 3 | 0  | 9  | -9   |

| 22 janvier | Égypte   | 4 | 2 | Cameroun |
| 22 janvier | Soudan   | 0 | 3 | Zambie   |
| 26 janvier | Cameroun | 5 | 1 | Zambie   |
| 26 janvier | Égypte   | 3 | 0 | Soudan   |
| 30 janvier | Cameroun | 3 | 0 | Soudan   |
| 30 janvier | Égypte   | 1 | 1 | Zambie   |

| Groupe D |                |     |   |   |   |   |    |    |      |
|          | Équipe         | Pts | J | G | N | P | BP | BC | Diff |
| 1        | Tunisie        | 5   | 3 | 1 | 2 | 0 | 5  | 3  | +2   |
| 2        | Angola         | 5   | 3 | 1 | 2 | 0 | 4  | 2  | +2   |
| 3        | Sénégal        | 2   | 3 | 0 | 2 | 1 | 4  | 6  | -2   |
| 4        | Afrique du Sud | 2   | 3 | 0 | 2 | 1 | 3  | 5  | -2   |

| 23 janvier | Tunisie        | 2 | 2 | Sénégal        |
| 23 janvier | Afrique du Sud | 1 | 1 | Angola         |
| 27 janvier | Sénégal        | 1 | 3 | Angola         |
| 27 janvier | Tunisie        | 3 | 1 | Afrique du Sud |
| 31 janvier | Tunisie        | 0 | 0 | Angola         |
| 31 janvier | Sénégal        | 1 | 1 | Afrique du Sud |

### Tableau final

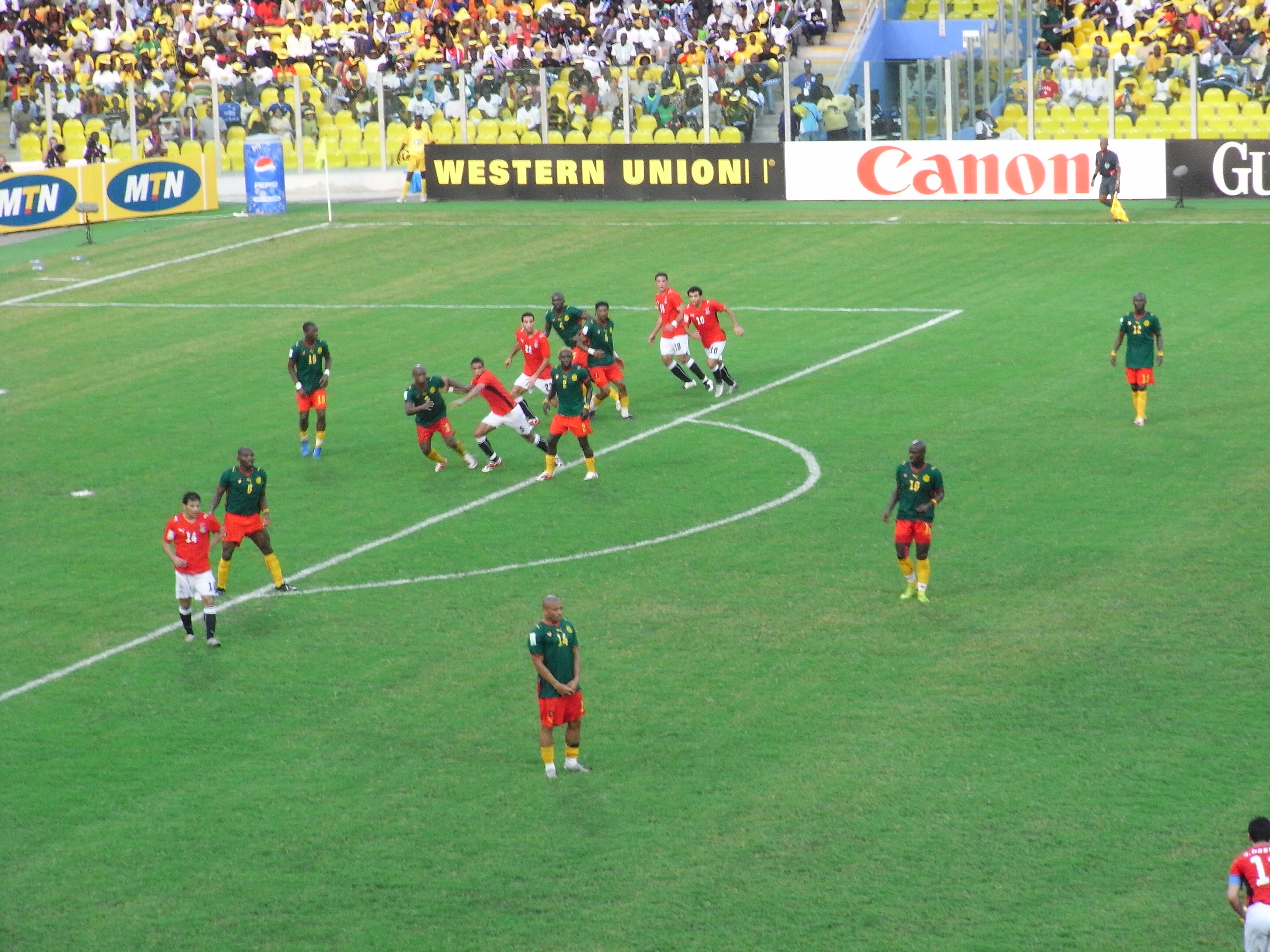
Finale Cameroun-Égypte

|  | Quarts de finale            | Quarts de finale | Quarts de finale  | Quarts de finale |               |               | Demi-finales     | Demi-finales     | Demi-finales                  | Demi-finales                  |                               |                               | Finale            | Finale            | Finale            | Finale            |
|  |                             |                  |                   |                  |               |               |                  |                  |                               |                               |                               |                               |                   |                   |                   |                   |
|  | 3 février, Accra            | 3 février, Accra | 3 février, Accra  | 3 février, Accra |               |               | 7 février, Accra | 7 février, Accra | 7 février, Accra              | 7 février, Accra              |                               |                               | 10 février, Accra | 10 février, Accra | 10 février, Accra | 10 février, Accra |
|  | 3 février, Accra            | 3 février, Accra | 3 février, Accra  | 3 février, Accra |               |               | 7 février, Accra | 7 février, Accra | 7 février, Accra              | 7 février, Accra              |                               |                               | 10 février, Accra | 10 février, Accra | 10 février, Accra | 10 février, Accra |
|  | 1A                          | Ghana            | 2                 | 2                |               |               | 7 février, Accra | 7 février, Accra | 7 février, Accra              | 7 février, Accra              |                               |                               | 10 février, Accra | 10 février, Accra | 10 février, Accra | 10 février, Accra |
|  | 1A                          | Ghana            | 2                 | 2                |               |               | 7 février, Accra | 7 février, Accra | 7 février, Accra              | 7 février, Accra              |                               |                               | 10 février, Accra | 10 février, Accra | 10 février, Accra | 10 février, Accra |
|  | 2B                          | Nigeria          | 1                 | 1                |               |               | 7 février, Accra | 7 février, Accra | 7 février, Accra              | 7 février, Accra              |                               |                               | 10 février, Accra | 10 février, Accra | 10 février, Accra | 10 février, Accra |
|  | 2B                          | Nigeria          | 1                 | 1                | Ghana         | Ghana         | 0                | 0                |                               |                               |                               |                               | 10 février, Accra | 10 février, Accra | 10 février, Accra | 10 février, Accra |
|  | 4 février, Tamale           |                  |                   |                  | Ghana         | Ghana         | 0                | 0                |                               |                               |                               |                               | 10 février, Accra | 10 février, Accra | 10 février, Accra | 10 février, Accra |
|  |                             |                  | Cameroun          | Cameroun         | 1             | 1             |                  |                  |                               |                               |                               |                               | 10 février, Accra | 10 février, Accra | 10 février, Accra | 10 février, Accra |
|  | 1D                          | Tunisie          | Cameroun          | Cameroun         | 1             | 1             | 2                | 2                |                               |                               |                               |                               | 10 février, Accra | 10 février, Accra | 10 février, Accra | 10 février, Accra |
|  | 1D                          | Tunisie          | 7 février, Kumasi |                  |               |               | 2                | 2                |                               |                               |                               |                               | 10 février, Accra | 10 février, Accra | 10 février, Accra | 10 février, Accra |
|  | 2C                          | Cameroun         | 3 ap              | 3 ap             |               |               |                  |                  |                               |                               |                               |                               | 10 février, Accra | 10 février, Accra | 10 février, Accra | 10 février, Accra |
|  | 2C                          | Cameroun         | 3 ap              | 3 ap             | Cameroun      | Cameroun      | 0                | 0                |                               |                               |                               |                               |                   |                   |                   |                   |
|  | 3 février, Sekondi-Takoradi |                  |                   |                  | Cameroun      | Cameroun      | 0                | 0                |                               |                               |                               |                               |                   |                   |                   |                   |
|  |                             |                  | Égypte            | Égypte           | 1             | 1             |                  |                  |                               |                               |                               |                               |                   |                   |                   |                   |
|  | 1B                          | Côte d'Ivoire    | Égypte            | Égypte           | 1             | 1             | 5                | 5                |                               |                               |                               |                               |                   |                   |                   |                   |
|  | 1B                          | Côte d'Ivoire    |                   |                  |               |               |                  |                  |                               |                               |                               |                               |                   |                   |                   |                   |
|  | 2A                          | Guinée           | 0                 | 0                |               |               |                  |                  |                               |                               |                               |                               |                   |                   |                   |                   |
|  | 2A                          | Guinée           | 0                 | 0                | Côte d'Ivoire | Côte d'Ivoire | 1                | 1                | Match pour la troisième place | Match pour la troisième place | Match pour la troisième place | Match pour la troisième place |                   |                   |                   |                   |
|  | 4 février, Kumasi           |                  |                   |                  | Côte d'Ivoire | Côte d'Ivoire | 1                | 1                | Match pour la troisième place | Match pour la troisième place | Match pour la troisième place | Match pour la troisième place |                   |                   |                   |                   |
|  |                             |                  | Égypte            | Égypte           | 4             | 4             |                  |                  | 9 février, Kumasi             | 9 février, Kumasi             | 9 février, Kumasi             | 9 février, Kumasi             |                   |                   |                   |                   |
|  | 1C                          | Égypte           | Égypte            | Égypte           | 4             | 4             | 2                | 2                | 9 février, Kumasi             | 9 février, Kumasi             | 9 février, Kumasi             | 9 février, Kumasi             |                   |                   |                   |                   |
|  | 1C                          | Égypte           |                   |                  |               |               |                  | 2                |                               |                               | Ghana                         | Ghana                         | 4                 | 4                 |                   |                   |
|  | 2D                          | Angola           | 1                 | 1                |               |               |                  |                  |                               |                               | Ghana                         | Ghana                         | 4                 | 4                 |                   |                   |
|  | 2D                          | Angola           | 1                 | 1                | Côte d'Ivoire | Côte d'Ivoire | 2                | 2                |                               |                               |                               |                               |                   |                   |                   |                   |
|  |                             |                  |                   |                  |               |               |                  |                  |                               |                               |                               |                               |                   |                   |                   |                   |

#### Quarts de finale
| 3 février 2008 18h00 (UTC+1) | Ghana                                 | 2–1 | Nigeria             | Ohene Djan Stadium, Accra                        |                                                  |
|                              | Essien 45+2e · Agogo 82e · Mensah 59e |     | Aiyegbeni 37e (pen) | Spectateurs : 45 000 Arbitrage : Mohamed Benouza | Spectateurs : 45 000 Arbitrage : Mohamed Benouza |
|                              | Rapport                               |     |                     | Spectateurs : 45 000 Arbitrage : Mohamed Benouza | Spectateurs : 45 000 Arbitrage : Mohamed Benouza |

| 3 février 2008 21h30 (UTC+1) | Côte d'Ivoire                                        | 5–0 | Guinée | Essipong Sports Stadium, Sekondi-Takoradi        |                                                  |
|                              | K. Keïta 25e · Drogba 70e · Kalou 73e 81e · Koné 86e |     |        | Spectateurs : 14 000 Arbitrage : Djamel Haimoudi | Spectateurs : 14 000 Arbitrage : Djamel Haimoudi |
|                              | Rapport                                              |     |        | Spectateurs : 14 000 Arbitrage : Djamel Haimoudi | Spectateurs : 14 000 Arbitrage : Djamel Haimoudi |

| 4 février 2008 18h00 (UTC+1) | Égypte                     | 2–1 | Angola      | Baba Yara Stadium, Kumasi                        |                                                  |
|                              | Hosni 23e (pen) · Zaki 38e |     | Manucho 27e | Spectateurs : 6 000 Arbitrage : Yuichi Nichimura | Spectateurs : 6 000 Arbitrage : Yuichi Nichimura |
|                              | Rapport                    |     |             | Spectateurs : 6 000 Arbitrage : Yuichi Nichimura | Spectateurs : 6 000 Arbitrage : Yuichi Nichimura |

| 4 février 2008 21h30 (UTC+1) | Tunisie                       | 2–3 (a.p.) | Cameroun                  | Tamale Stadium, Tamale                           |                                                  |
|                              | Ben Saada 33e · Chikhaoui 81e |            | Mbia 18e 93e · Geremi 26e | Spectateurs : 15 000 Arbitrage : Coulibaly Koman | Spectateurs : 15 000 Arbitrage : Coulibaly Koman |
|                              | Rapport                       |            |                           | Spectateurs : 15 000 Arbitrage : Coulibaly Koman | Spectateurs : 15 000 Arbitrage : Coulibaly Koman |

#### Demi-finales
| 7 février 2008 18h00 (UTC+1) | Ghana   | 0–1 | Cameroun              | Ohene Djan Stadium, Accra                             |                                                       |
|                              |         |     | Nkong 70e · Bikey 91e | Spectateurs : 45 000 Arbitrage : Abderrahim El Arjoun | Spectateurs : 45 000 Arbitrage : Abderrahim El Arjoun |
|                              | Rapport |     |                       | Spectateurs : 45 000 Arbitrage : Abderrahim El Arjoun | Spectateurs : 45 000 Arbitrage : Abderrahim El Arjoun |

| 7 février 2008 21h30 (UTC+1) | Côte d'Ivoire | 1–4 | Égypte                                    | Baba Yara Stadium, Kumasi                     |                                               |
|                              | K. Keïta 63e  |     | Fathy 11e · Zaki 62e 67e · Aboutreika 91e | Spectateurs : 30 000 Arbitrage : Eddy Maillet | Spectateurs : 30 000 Arbitrage : Eddy Maillet |
|                              | Rapport       |     |                                           | Spectateurs : 30 000 Arbitrage : Eddy Maillet | Spectateurs : 30 000 Arbitrage : Eddy Maillet |

#### Match pour la troisième place
| 9 février 2008 18h00 (UTC+1) | Ghana                                                    | 4–2 | Côte d'Ivoire  | Baba Yara Stadium, Kumasi                     |                                               |
|                              | Muntari 10e · Owusu-Abeyie 73e · Agogo 80e · Dramani 85e |     | Sanogo 24e 31e | Spectateurs : 40 000 Arbitrage : Jerome Damon | Spectateurs : 40 000 Arbitrage : Jerome Damon |
|                              | Rapport                                                  |     |                | Spectateurs : 40 000 Arbitrage : Jerome Damon | Spectateurs : 40 000 Arbitrage : Jerome Damon |

#### Finale
| Équipes  | Cameroun - Égypte |
| Score    | 0 – 1 (0 – 0) |
| Date     | 10 février 2008 à 18h00 |
| Stade    | Ohene Djan Stadium, Accra, Ghana 40 000 spectateurs |
| Arbitre  | Coffi Codjia |
| But      | Mohamed Aboutreika 76e |
| Cameroun | Carlos Idriss Kameni - Bill Tchato, Rigobert Song , Timothée Atouba 61e, Stéphane M'Bia - Geremi Njitap, Alexandre Song (16e Gilles Augustin Binya), Joël Epalle (65e Modeste M'Bami), Achille Emana (56e Mohammadou Idrissou 87e) - Alain Nkong, Samuel Eto'o · Entraîneur : Otto Pfister |
| Égypte   | Essam al-Hadary - Wael Gomaa, Hani Said, Shady Mohamed - Ahmed Fathi, Ahmed Hassan 86e, Hosni Abd Rabo, Sayed Moawad, Mohamed Aboutreika (89e Ibrahim Said) - Amr Zaki (84e Mohamed Shawky), Emad Moteab (60e Mohamed Zidan) · Entraîneur : Hassan Shehata                                 |

## Buteurs
5 buts
- Samuel Eto'o

4 buts
- Manucho
- Hosni Abd Rabo
- Amr Zaki
- Mohamed Aboutreika

### Équipe type
| Gardiens        | Défenseurs                              | Milieux                                                                    | Attaquants                    |
| --------------- | --------------------------------------- | -------------------------------------------------------------------------- | ----------------------------- |
| Essam El-Hadary | Geremi Njitap Wael Gomaa Michael Essien | Sulley Muntari Yaya Touré Alexandre Song Hosni Abd Rabo Mohamed Aboutreika | Amr Zaki Manucho Samuel Eto'o |

Remplaçants :
- Richard Kingson
- Hani Said
- Ahmed Fathy
- Frej Saber
- Stéphane Mbia
- Didier Drogba
- Kader Keita

## Surnom des équipes
| Équipe         | Surnom                                              | Équipe  | Surnom                                     |
| -------------- | --------------------------------------------------- | ------- | ------------------------------------------ |
| Afrique du Sud | Les Bafana Bafana ("Les Garçons" en zoulou)         | Mali    | Les Aigles du Mali                         |
| Angola         | Les Palancas Negras ("Les Antilopes noires")        | Maroc   | Les Lions de l'Atlas                       |
| Bénin          | Les Écureuils                                       | Namibie | Les Warriors ("Les guerriers")             |
| Cameroun       | Les Lions Indomptables                              | Nigeria | Les Super Eagles                           |
| Côte d'Ivoire  | Les Éléphants                                       | Sénégal | Les Lions de la Teranga                    |
| Égypte         | Les Pharaons                                        | Soudan  | Les Faucons de Jediane                     |
| Ghana          | Les Blacks Stars                                    | Tunisie | Les Aigles de Carthage                     |
| Guinée         | Le Sily National ("L'Eléphant national" en soussou) | Zambie  | Les Chipolopolos ("Les boulets de cuivre") |

## Économie

### Effets socio-économiques sur le Ghana
La Coupe d'Afrique devient au fil des éditions une compétition qui attire de plus en plus de monde. Le Ghana, qui fêtait l'année dernière ses cinquante ans d'indépendance, a investi dans ses quatre stades avec la construction des stades de Tamale et Sekondi-Takoradi (avec l'aide d'entreprises chinoises) et les réfections de ceux d'Accra et de Kumasi. Un million de visiteurs sont attendus, permettant à l'économie locale de se développer par le biais de l'hôtellerie et du commerce. Par ailleurs, un milliard de téléspectateurs sont également prévus (les nations qualifiés devront payer un million d'euros pour diffuser tous les matchs tandis que les pays africains non qualifiés paient la moitié de cette somme soit 500 000 euros), il est donc primordial au Ghana de montrer un visage positif, comptant sur cela pour améliorer les conditions de vie de sa population où l'eau potable et l'électricité restent un luxe. Autres préoccupations seront le dispositif de sécurité déployé dans le pays avec une présence militaire et policière renforcée autour des lieux de la compétition et la propreté pour laquelle les équipes de nettoyage ont été formées à l'occasion de la coupe du monde de football 2006 en Allemagne. Enfin, le pays a fortement développé ses lignes aériennes pour éviter un trop grand trafic routier risquant d'occasionner des accidents de la route.

### Sponsors
Pour la compétition de football phare sur le continent africain, de nombreux sponsors n'hésitent pas à investir sur cet évènement. Le sponsor officiel de cette édition est le groupe industriel sud-coréen Samsung. Par ailleurs, de nombreux équipementiers ont renouvelé leur confiance aux différentes sélections. Enfin MTN est le sponsor attitré de la compétition.